# Nervures Huapi
 (mai 2017).

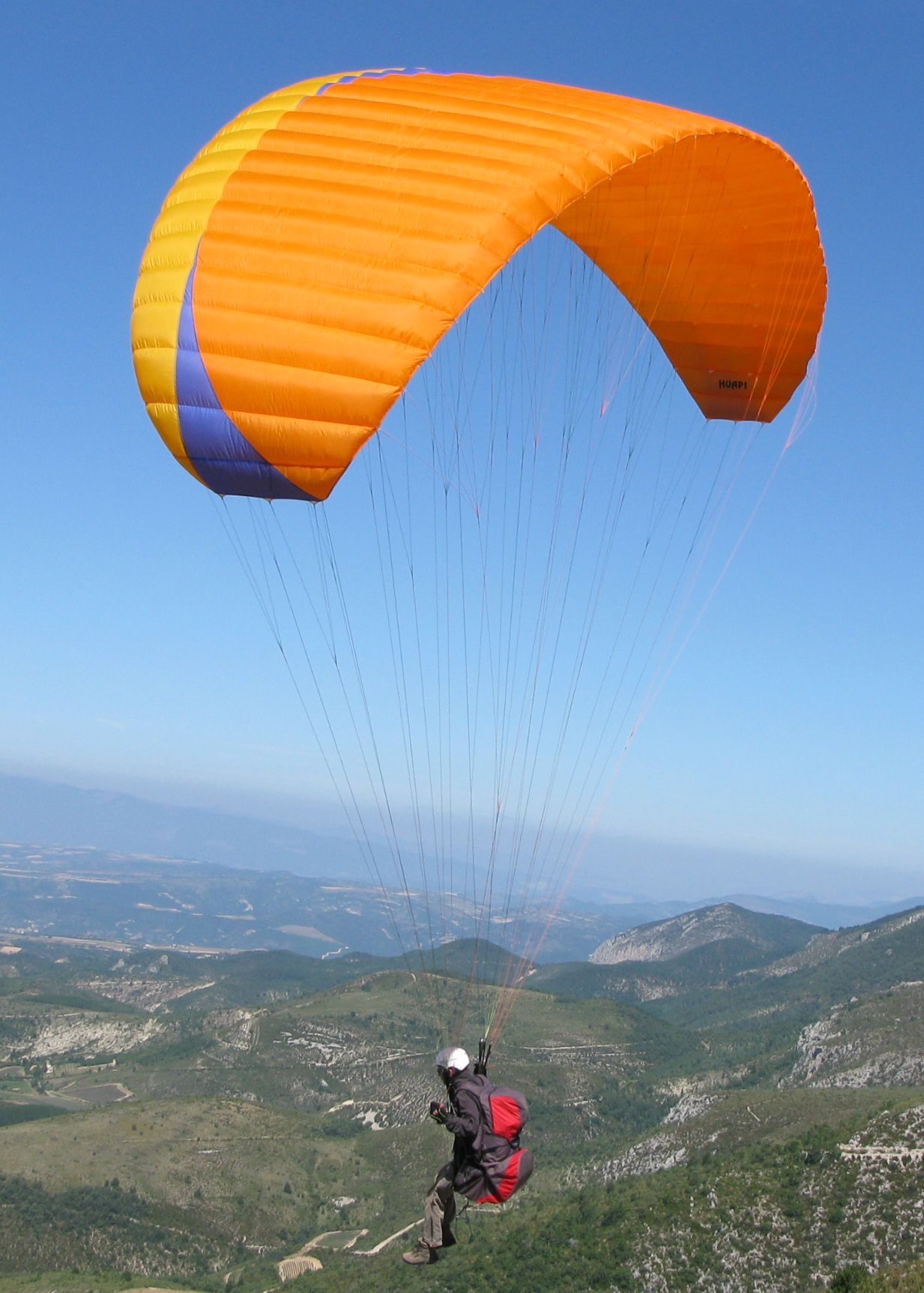
Décollage sous Huapi M

La série de parapentes Huapi est produite par la société Nervures (en), basée à Soulom. Homologuée pour la première fois en 2005, elle a été fabriquée à 838 exemplaires jusqu'en 2010. Elle a été remplacée par le modèle Morea dans la gamme du fabricant.

## Caractéristiques techniques principales[4]
| Modèles                        | XS    | S     | M     | L      | XL      |
| ------------------------------ | ----- | ----- | ----- | ------ | ------- |
| Surface à plat (m²)            | 21    | 24,2  | 26,9  | 29,9   | 33,5    |
| Envergure (m)                  | 9,61  | 10,63 | 11,19 | 11,86  | 12,48   |
| Finesse maximale               | 7,4   | 7,5   | 7,6   | 7,6    | 7,6     |
| PTV (poids total volant en kg) | 45→65 | 61→80 | 75→98 | 92→120 | 110→160 |

## Versions
La Huapi a été produite en deux versions:
- Version standard: le poids de la voile varie de 3,9 à 5,8 kg.
- Version montagne: le choix du tissu de la voile a permis un gain de poids significatif, de 2,9 à 4,7 kg.

## Homologation EN[5]et usage
Les Huapi M et L, homologuées A-B, ont beaucoup été utilisées en voiles d'école ou de sortie d'école. Les plus petites, de par leur poids réduit, peuvent être utilisées en vol montagne. Enfin, la taille XL peut être utilisée en biplace.